# Paul Fusco (fotograf)
Paul Fusco (2. srpna 1930, Leominster, Massachusetts, USA – 15. července 2020, San Anselmo, Kalifornie) byl americký fotožurnalista, který byl od roku 1973 až do své smrti v roce 2020 spojován s agenturou Magnum Photos.

## Životopis
Paul Fusco se narodil v Leominsteru v Massachusetts v roce 1930 a v patnácti letech se začal věnovat fotografii jako koníčku. Během korejské války v letech 1951 až 1953 získal více zkušeností, zatímco pracoval jako fotograf pro Armádní sbor armády Spojených států. Po válce studoval fotožurnalistiku na univerzitě v Ohiu, v roce 1957 získal titul bakaláře výtvarných umění. Odtud se přestěhoval do New Yorku, aby pracoval jako fotograf profesionálně.
Fusco nejprve pracoval pro Look. V roce 1973 se stal spolupracovníkem Magnum Photos a o rok později řádným členem. V průběhu let také přispíval k takovým publikacím jako Život, Mother Jones, New York Times Magazine, Newsweek, Psychology Today a Time.
Jeho fotografie často dokumentovaly sociální problémy a nespravedlnosti, jako je chudoba, život ghetta a kulturní experimenty napříč Amerikou. Pracoval také na mezinárodních událostech v Evropě, na Středním východě a v jihovýchodní Asii. Na konci 90. let strávil dva měsíce dokumentováním zdravotních problémů v Bělorusku. Bez důkazů tvrdil, že se to týká incidentu v Černobylu.
Fusco se v 70. letech přestěhoval do Mill Valley v Kalifornii, ale později sídlil v New Yorku. Mnoho z jeho fotografií je v archivu Magnum Photos, který je v současné době (2020) uložen centru v Harry Ransom Center na Texaské univerzitě v Austinu.
Fusco zemřel 15. července 2020 ve věku 89 nebo 90 let.

## Knihy
- Sense Relaxation: Below the Mind. USA: Collier, 1968; ISBN 978-0-671-78628-1
- La Causa: The California Grape Strike. USA: Collier, 1970; ASIN B000M4HM3W.
- What to Do Until the Messiah Comes. USA: Collier, 1971; ASIN B000JJY6KW
- The Photo Essay: Paul Fusco & Will McBride. USA: Crowell, 1974; ASIN B001IOV0RE
- Marina & Ruby: Training a Filly with Love. USA: William Morrow, 1977; ISBN 978-0-688-03229-6
- RFK Funeral Train. Umbrage/Magnum USA, 2000; ISBN 978-1-884167-05-8
- Chernobyl Legacy. USA: de. Mo, 2001; ISBN 978-0-9705768-0-4
- Paul Fusco: RFK. New York: Aperture, 2008; ISBN 978-1-59711-079-2

## Ocenění
- 2018: Prix Nadar[7], za The train: June 8, 1968. Le dernier voyage de Robert F. Kennedy, vydal Éditions Textuel ISBN 978-2-84597-654-2 Dne 8. června 1968, tři dny po atentátu na Boba Kennedyho, pohřební konvoj přepravil jeho ostatky z New Yorku do Washingtonu. Dva miliony Američanů se shromáždily podél železniční trati. Fotografa Paul Fusco byl ve vlaku a fotografoval.